# ATP Антверпен 1987, одиночний розряд
1. ПЕРЕНАПРАВЛЕННЯ European Open 1987, одиночний розряд